# In-Quest
Az In-Quest egy belga death metal együttes volt. 1994-ben alakultak meg Turnhoutban. 2014-ben feloszlottak. Lemezeiket a Teutonic Existence Records, Shiver Records, Soulreaper Records, Good Life Recordings kiadók dobták piacra.

## Tagok
- Mike Löfberg - éneklés (2004–2014)
- Gert Monden - dobok (1994–2014)
- Douglas Verhoeven - gitár (1999–2014)
- Korneel Lauwereins - basszusgitár (2007–2010), ritmusgitár (2010–2014)
- Frederick Peteers - basszusgitár (2010–2014)

Ez volt a zenekar utolsó felállása.

## Diszkográfia
Stúdióalbumok
- Extrusion: Battlehymns (1997)
- Operation: Citadel (1999)
- Epileptic (2004)
- The Comatose Quandaries (2005)
- Made Out of Negative Matter (2009)
- CHRONiQLE (2012)
- Chapter IIX - The Odyssey of Eternity (2013)

## Egyéb kiadványok
EP-k
- Destination: Proclasm (2003)
- The Liquidation Files (2010)

Demók
- Xylad Valox (1995)